# Peter Jones (historien)
Pour les articles homonymes, voir Peter Jones et Jones.
Peter M. Jones est professeur d’histoire de France à l'université de Birmingham. Il est un spécialiste de la Révolution française, de la France rurale, de la science et de la technologie au XVIIIe siècle, et de l'histoire de Birmingham (en) et les Midlands de l'Ouest, du XVIIIe siècle.
Jones obtient son baccalauréat à l'université de Leeds (1967-1970) et son doctorat à l'université d'Oxford (Balliol College) (1970-1973), sous la direction de Richard Cobb. Il fait de la recherche en France en tant que boursier du gouvernement français à l'université de Toulouse-Le Mirail (1971-1972).
Jones est membre du comité de rédaction de French History et d'Annales du Midi, et siège dans les comités de gestion des Archives de Soho et Revolutionaryplayers. Il est membre du jury du prix de Baluze (histoire locale européenne).

## Publications
- Reform and Revolution in France: the Politics of Transition. Cambridge University Press, Cambridge, 1995.
- The French Revolution in Social and Political Perspective. E. Arnold, Londres, 1996.
- Living the Enlightenment and the French Revolution: James Watt, Matthew Boulton and their Sons, Historical Journal, 42 (1999), 157-182.
- Liberty and Locality in Revolutionary France, 1760-1820: Six Villages Compared, 1760-1820. Cambridge University Press, Cambridge, 2003.
- Industrial Enlightenment in Practice: Visitors to the Soho Manufactory, 1765-1820, Midland History, 33 (2008), 68-96.
- The French Revolution, 1787-1804. Longman, London, 2003, (Seminar Studies in History) (édition revue et modifiée 2009)
- Industrial Enlightenment: Science, Technology and Culture in Birmingham and the West Midlands, 1760-1820. Manchester University Press, Manchester, 2009.